# Tjuven på Nikolaus läroverk
Tjuven på Nikolaus läroverk var Sveriges Radios julkalender 2023, och regisserades och skrevs av Astrid Mohlin. Seriens musik komponerades av Kristina Issa, medan tekniken sköttes av Astrid Mohlin, Melekeh Meyer och Rolf Hilton och producenter var Frej Bergstrand och Max Gertrudson.
Serien spelas in i Göteborg under våren 2023.
Papperskalendern illustrerades av Lina Neidestam.

## Handling
Programmet utspelar sig i en framtid där allt färre firar jul och snön inte längre faller. Djupt i de svenska skogarna utbildas julens unga beskyddare. Programmet handlar om sjuåriga Dante som valts ut till skolan. Men snart visar det sig att det finns en tjuv på skolan.

## Rollista
- Tim Hilton-Brown – Dante
- Signe Ternstedt – Inez
- Casper Fridfelt – Charlie
- Sara Cela – Nora
- Hanna Ullerstam – Suzanne
- Morten Vang Simonsen – Mogens
- Jessica Heribertsson – Vix
- Dilan Amin – Florentin
- Ulla Skoog – Melissa
- Sissela Benn – Dantes Mamma
- Peter Harryson – Nikolaus
- Valdemar Westesson – Dantes lärare
- Bo Janbell – Levi
- Lena Emmertz – Kerstin
- Åsa Sköld – Inez mamma
- Richard Ternstedt – Inez pappa
- Mikaela Gallagher – Suzanne som barn
- Eskil Lundgren – Suzannes pappa Jan
- Victor Beer – sig själv
- Babs Drougge – sig själv
- Leif Mohlin – utrop tågstation

- Övriga klasskamrater: Bo Janbell, Svea Franzén, Kajsa Eriksson, Thea Kask Kadeby och Faisal Sherzat, elever från klass 6A och 6B på Rambergskolan samt elever från 6A och 6B på Annedalskolan
- Statister: Clara Ohlsson, Helene Mohlin, Luise Adler, Elias Adler, Filippa Adler, Eva Nordström och Jakob Nordström[3]

De medverkande i serien kommer, likt rollerna de spelar, från olika delar av Sverige.

## Mottagande
Tjuven på Nikolaus läroverk slog rekord med 160 000 i veckoräckvidd on-demand och 400 000 linjära dagliga lyssnare på P4. Fram till 24 december 2023 hade serien strömmats 2,2 miljoner gånger.